# Ostrov Bezymjannyj
Ostrov Bezymjannyj (englische Transkription von russisch Остров Безымянный Ostrow Bessymjanny, deutsch ‚Namenlose Insel‘) ist eine Insel vor der Budd-Küste des ostantarktischen Wilkeslands. In der Gruppe der Balaena-Inseln liegt sie unmittelbar nordöstlich von Grierson Island.
Russische Wissenschaftler benannten sie.